# ГЕС Авізе
ГЕС Авізе (італ. Centrale idroelettrica di Avise) — гідроелектростанція на північному заході Італії, в регіоні Валле-д'Аоста біля кордону з Францією та Швейцарією.
Для роботи станції спорудили водосховище на річці Дора-ді-Вальгрізенке, яка дренує північний схил Грайських Альп та впадає праворуч у Дора-Бальтеа (через По належить до басейну Адріатичного моря). У 1950—1960 роках тут звели бетонну арково-гравітаційну греблю Беаурегард висотою 132 метри, довжиною 394 метри та товщиною від 5 (по гребеню) до 47 метрів, на спорудження якої пішло 430 тис. м3 матеріалу.
Після викликаної зсувом катастрофи на греблі Вайонт (була споруджена на північному сході країни для ГЕС Соверцене), наприкінці 1960-х провели детальне дослідження стану Беаурегард, у результаті якого виявили не передбачені проєктом деформації арки внаслідок руху порід на лівому березі. У відповідь припустимий об'єм водосховища зменшили з 70 до 2,4 млн м3, а максимальний рівень води з 1770 до 1705 метрів НРМ. Хоча такий тип деформацій не загрожує швидким розвитком, проте здійснюється щоденний контроль стану греблі. Крім того, на початку 2010-х її частково демонтували, зменшивши висоту до 80 метрів (при цьому довжина зменшилась до 184 метрів, а товщина по гребеню зросла до 15 метрів).
Від водосховища до машинного залу прокладений дериваційний тунель довжиною 11,3 км, який переходить у напірний водогін довжиною 1,6 км. Зал споруджений у підземному виконанні під гірським масивом правобережжя Дора-Бальтеа та має сполучення з поверхнею через тунель для персоналу довжиною 0,7 км. Тут розміщено п'ять турбін типу Пелтон загальною потужністю 126 МВт, які працюють при напорі у 972 метри.
Окрім гідроагрегатів під землею також знаходяться трансформатори, які видають електроенергію під напругою 220 кВ.